# Genesis GV80
La Genesis GV80 (in coreano: 제네시스 GV80) è un'autovettura prodotta dalla casa automobilistica coreana Genesis Motor a partire dal 2020.

## Descrizione
La vettura, primo SUV nel marchio di lusso del gruppo Hyundai-Kia, è stata anticipata da una concept car chiamata GV80 Concept presentata al salone di New York nel 2017. La GV80 è stata disegnata da un'equipe guidata da Luc Donckerwolke, in simbiosi con i tre centri di sviluppo del gruppo coreano situati in Germania, USA e Corea.
È disponibile con tre propulsori benzina tutti turbocompressi: un quattro cilindri turbo da 2,5 litri con 300 cavalli, un V6 da 3,5 litri con 375 cavalli e un diesel V6 da 3,0 litri con 274 cavalli, che sarà disponibile solo in alcuni mercati selezionati.

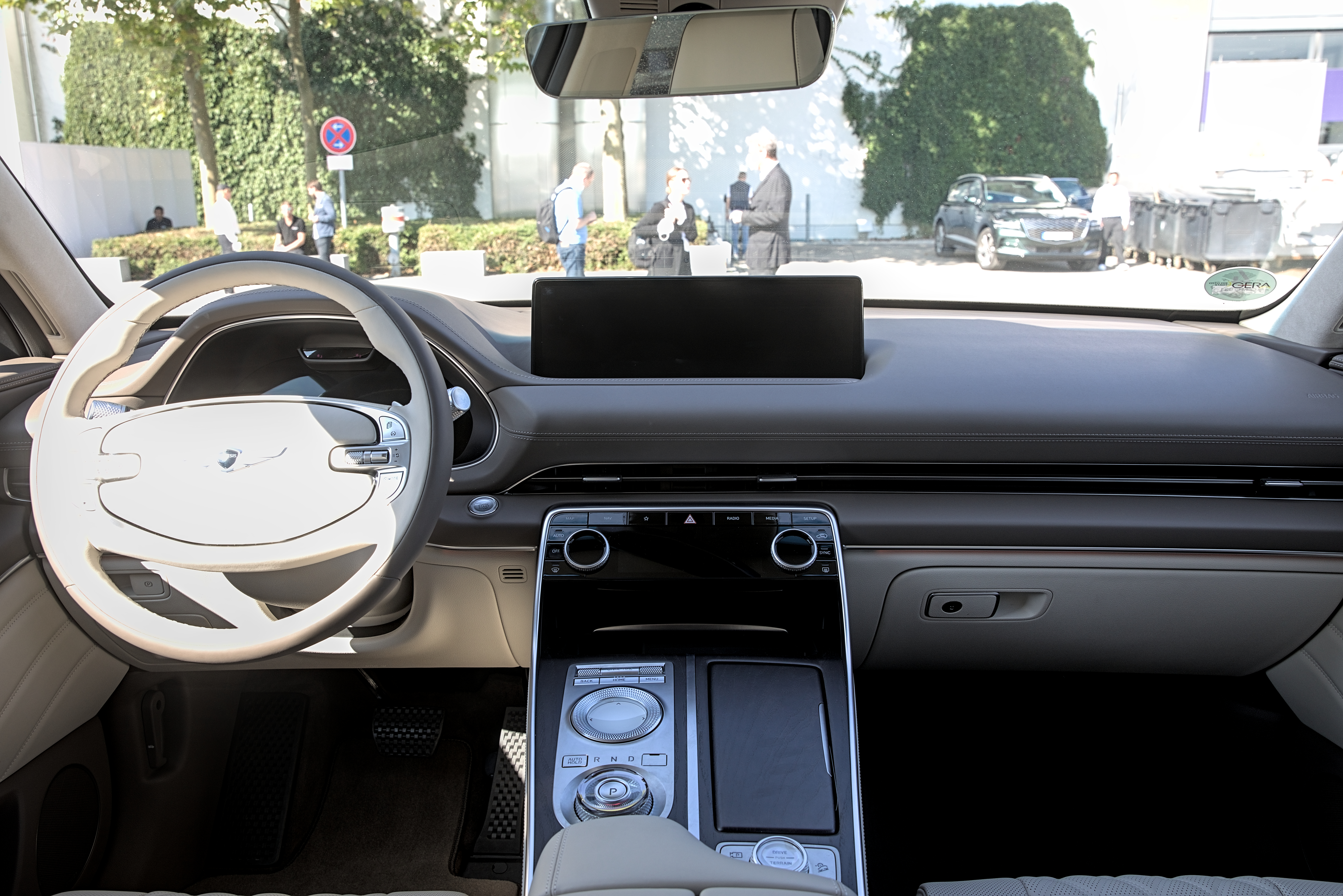
Interni

La dotazione della GV80 comprende: sistema di controllo automatico della velocità chiamato ASCC che funziona basandosi sui datati impostati nel navigatore, un sistema di assistenza al parcheggio da remoto, una chiave digitale che funziona attraverso NFC, un sistema di telecamera a 360 gradi (AVM), ruote da 22 pollici, sedili in pelle Nappa, impianto d'infotaiment dotato di display touch-screen da 14,5 pollici con sistema audio Lexicon a 21 altoparlanti e tendine laterali elettriche.
Per quanto riguarda la sicurezza, la vettura è dotata di: dieci airbag, sistema anti-collisioni, sistema d'assistenza per evitare le collisioni nelle retromarce, avviso di stanchezza del guidatore, assistenza degli angoli ciechi, abbaglianti automatici e il sistema per il mantenimento della corsia (LKAS).
La vettura viene prodotta a partire dagli inizi del 2020 nell'impianto di Ulsan in Corea del Sud, insieme alla Hyundai Palisade, Tucson e Santa Fe. A causa dell'emergenza coronavirus e di un operaio risultato positivo, la produzione è stata temporaneamente interrotta.

## Motorizzazioni
| Motore                | Produzione | Trasmissione            | Potenza                | Coppia                      | Accelerazione (0–100 km/h) | Massima velocità |
| --------------------- | ---------- | ----------------------- | ---------------------- | --------------------------- | -------------------------- | ---------------- |
| Smartstream 2.5 T-GDi | 2020-      | Automatico a 8 velocità | 304 CV a 5800 giri/min | 422 Nm a 1650-4000 giri/min | 6.9 secondi                | 224 km/h         |
| Smartstream 3.5 T-GDi | 2020-      | Automatico a 8 velocità | 380 CV a 5800 giri/min | 530 Nm a 1300-4500 giri/min | 5.5 secondi                | 240 km/h         |
| Smartstream 3.0 e-VGT | 2020-      | Automatico a 8 velocità | 278 CV a 3800 giri/min | 588 Nm a 1500-3000 giri/min | 6.8 secondi                | 230 km/h         |